# 艾萬迪斯
艾萬迪斯（Avantis Ltd.）是一間德國的跨國公司。除了開發，製造與銷售無齒輪可變速技術的風力發電機以外，同時也提供維修，計劃支援與場地評估（微觀選址，氣流模擬分析）等服務。艾萬迪斯的總公司在漢堡具有子公司之外在美國，加拿大，中國，韓國，巴西，澳大利亞，各國擁有分店，工廠與合資公司。

## 艾萬迪斯的技術
艾萬迪斯公司使用減少磨損與能量損失的無齒輪式風力渦輪機。發電機目前為止是全球合格低電壓穿越測驗最大發電機。該測驗證明發電機有能力在輸電網路緊急狀態下支持電網防止大型停電。

2.5兆瓦的AV928系列包括考慮到東亞等地帶的颱風版本（AV928t）、寒冷地版本（AV928c），在越南等國家銷售。

## 沿革
2004年　建立艾萬迪斯。開始著手於獨特風力發電機的概念。

2005年　艾萬迪斯與中華人民共和國的銀河集團建立廣西銀河艾萬迪斯風力發電有限合資公司。

2009年　在中華人民共和國北海建立樣機。在德國漢堡建立子公司“艾萬迪斯歐洲”。

2010年　2.5兆瓦型風力發電機測驗合格後量產開始。

## 產品 / 設備概要
|                    | AV928      | AV1010     |  |
| IEC等級            | IIa        | IIIa       |  |
| 額定功率（kW）     | 2500       | 2300       |  |
| 切入風速（m/s）    | 3          | 3          |  |
| 切出風速（m/s）    | 25         | 25         |  |
| 風輪直徑（m）      | 93,3       | 100,6      |  |
| 風輪掃掠面積（m²） | 6821       | 7948       |  |
| 額定風輪轉速       | 16         | 14,2       |  |
| 輸出控制           | 變槳距控制 | 變槳距控制 |  |
| 齒輪箱             | 無         | 無         |  |
| 發電機             | 永久磁鐵   | 永久磁鐵   |  |
| 輪轂高度（m）      | 80         | 99         |  |

## 設計

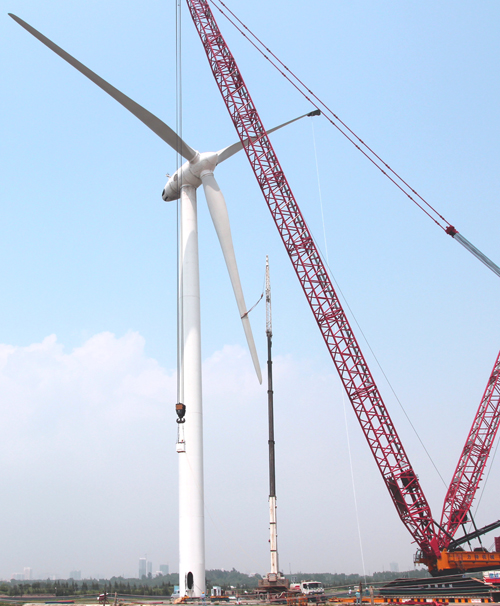
AV928

艾萬迪斯風力發電機由德國工業設計師路易吉·克拉尼設計。

## 外部連結
- AVANTIS的網頁 （页面存档备份，存于）